# Apolemiidae
É uma família de cnidários pertencente à classe hydrozoa, ordem Siphonophora, subordem Physonectae. Apesar da semelhança, elas não são medusas, mas sim colonias de pequenos pólipos e medusas flutuantes, alguns tem veneno. Compreende apenas o gênero Apolemia. 
Em 2020, pesquisadores que trabalham na costa da Austrália Ocidental encontraram uma apolemia que havia se enrolado em uma espiral. O "anel" externo foi estimado em 47 metros. Acredita-se que ele seja o mais longo do planeta, caso seja incluído animais coloniais, mas sabe-se que os indivíduos da água-viva do leão (Cyanea capillata) são maiores; o maior espécime conhecido dos quais tinha tentáculos de 37 m (121 pés) e foi projetado para ter uma extensão tentacular de cerca de 75 m (246 pés), tornando-o um dos mais antigos animais não coloniais existentes.